# Fabio Cappelli
Fabio Cappelli (Roma, 11 luglio 1964) è un giornalista italiano.
Laureato in Filosofia all'Università La Sapienza di Roma, ha studiato in Francia e in Germania.
Alla fine del 1990 è entrato in RAI dopo un concorso. Ha lavorato alla sede RAI di Milano, quindi alla redazione del Tg2, dove si è occupato di cronaca e di economia. Inviato della redazione esteri ha realizzato servizi e corrispondenze da varie parti del mondo: Iraq, Stati Uniti, Francia, Germania, Regno Unito, Spagna, Kosovo, Albania e Israele. Ha realizzato anche alcuni dossier. È stato conduttore delle edizioni del Tg2 delle 13 e delle 18.30. Dal 2008 ha ricoperto per 5 anni l'incarico di corrispondente da Parigi. Dal 1º maggio 2013 è caporedattore cultura a Rainews24.